# فرهنگ تاریخ اعلام اسلام
فرهنگ تاریخ اعلام اسلام کتابی از غلامرضا تهامی است که در سال ۱۳۸۵ منتشر و در مراسم کتاب سال جمهوری اسلامی ایران به‌عنوان کتاب برگزیده معرفی شد.